# Liga dos Campeões da CAF de 1996
A Copa Africana dos Campeões de 1996 foi a 32ª edição da competição anual internacional de futebol de clubes realizada na região da CAF (África). O Zamalek, do Egito, venceu a final e tornou-se pela quarta vez campeão da Africa.

## Clubes classificadas
| Pais                           | Equipe                              |
| ------------------------------ | ----------------------------------- |
| África do Sul                  | - Orlando Pirates - Cape Town Spurs |
| Angola                         | - Petro Atlético                    |
| Argélia                        | - JS Kabylie                        |
| Benim                          | - Toffa Cotonou                     |
| Botswana                       | - Township Rollers                  |
| Burundi                        | - Maniema FC                        |
| Burquina Fasso                 | - ASFA Yennenga                     |
| Chade                          | - Postel 2000 FC                    |
| Cabo Verde                     | - Boavista                          |
| Camarões                       | - Racing Bafoussam                  |
| Costa do Marfim                | - ASEC Mimosas                      |
| Egito                          | - Zamalek                           |
| Etiópia                        | - Saint George SC                   |
| Gana                           | - Ashanti Gold SC                   |
| Gabão                          | - AS Mangasport                     |
| Guiné                          | - AS Kaloum Star                    |
| Lesoto                         | - Majantja FC                       |
| Libéria                        | - Mighty Barolle                    |
| Marrocos                       | - COD Maknès                        |
| Mauritânia                     | - ASC Sonalec                       |
| Madagáscar                     | - Fobar                             |
| Ilhas Maurícias                | - Sunrise Flacq United              |
| Moçambique                     | - Desportivo Maputo                 |
| Namíbia                        | - Black Africa FC                   |
| Nigéria                        | - Shooting Stars                    |
| Quênia                         | - Gor Mahia                         |
| República Centro-Africana      | - Forces Armées                     |
| República do Congo             | - Cheminots                         |
| República Democrática do Congo | - Bantous                           |
| Reunião                        | - CS Saint-Denis                    |
| Ruanda                         | - APR                               |
| Senegal                        | - Diaraf                            |
| Seicheles                      | - Sunshine                          |
| Essuatíni                      | - Mbabane Highlanders               |
| Sudão                          | - Al Hilal                          |
| Tanzânia                       | - Young Africans                    |
| Tunísia                        | - Sfaxien                           |
| Togo                           | - Semassi                           |
| Uganda                         | - Express                           |
| Zâmbia                         | - Mufulira Wanderers                |
| Zimbabwe                       | - Dynamos                           |

## Rodada preliminar
| Equipe 1         | Total   | Equipe 2             | 1.º jogo | 2.º jogo |
| ---------------- | ------- | -------------------- | -------- | -------- |
| Fobar            | 1–2     | Mbabane Highlanders  | 0–0      | 1–2      |
| Express FC       | 2–3     | Sunrise Flacq United | 1–0      | 1–3      |
| Young Africans   | 1–3     | APR FC               | 1–0      | 0–3      |
| Township Rollers | 2–5     | Black Africa FC      | 2–1      | 0–4      |
| Saint-George SA  | 2–2 (a) | Sunshine FC          | 1–0      | 1–2      |
| Postel 2000 FC   | 3–1     | AS Chéminots         | 2–0      | 1–1      |
| CS Saint-Denis   | 10–1    | Majantja             | 7–0      | 3–1      |
| Toffa Cotonou    | w/o     | Mighty Barolle       | 0–0      | —        |
| Forces Armées    | w/o     | Maniema FC           | 0–4      | —        |
| Boavista FC      | dq1     | ASC Sonalec          | —        | —        |

1 ASC Sonalec foi desclassificado por atraso no pagamento da taxa de inscrição.

## Primeira-Rodada
| Equipe 1           | Total     | Equipe 2            | 1.º jogo | 2.º jogo |
| ------------------ | --------- | ------------------- | -------- | -------- |
| Meknès             | 2–2 (g.f) | Semassi             | 1–0      | 1–2      |
| Yennenga           | 2–5       | Ashanti Gold        | 1–4      | 1–1      |
| JS Kabylie         | 4–1       | Boavista            | 2–0      | 2–1      |
| Mimosas            | 5–0       | Postel 2000 FC      | 4–0      | 1–0      |
| ASC Diaraf         | 1–1 (g.f) | Kaloum Star         | 0–0      | 1–1      |
| Shooting Stars     | 5–2       | Mangasport          | 4–0      | 1–2      |
| Dynamos            | 2–0       | Gor Mahia           | 1–0      | 1–0      |
| Mufulira Wanderers | 4–0       | Mbabane Highlanders | 3–0      | 1–0      |
| Orlando Pirates    | 4–3       | CS Saint-Denis      | 2–0      | 2–3      |
| Zamalek            | 4–3       | Sunrise             | 3–1      | 1–2      |
| Bantous            | 1–2       | APR                 | 1–0      | 0–2      |
| Petro Atlético     | 3–1       | Black Africa FC     | 2–0      | 1–1      |
| Al-Hilal           | 0–1       | Saint George        | 0–0      | 0–1      |
| Sfaxien            | w/o       | Mighty Barolle      | —        | —        |
| Desportivo Maputo  | w/o       | Cape Town Spurs     | —        | —        |
| Racing             | w/o       | Maniema             | 1–1      | —        |

## Oitavas-Finais
| Equipe 1           | Total     | Equipe 2          | 1.º jogo | 2.º jogo |
| ------------------ | --------- | ----------------- | -------- | -------- |
| Sfaxien            | 3–1       | Saint George      | 3–0      | 0–1      |
| Meknès             | 1–0       | Ashanti Gold      | 1–0      | 0–0      |
| JS Kabylie         | 1–0       | Maniema           | 0–0      | 1–0      |
| Mimosas            | 1–1 (g.f) | ASC Diaraf        | 1–1      | 0–0      |
| Shooting Stars     | 6–4       | Dynamos           | 5–1      | 1–3      |
| Mufulira Wanderers | 1–2       | Orlando Pirates   | 1–1      | 0–1      |
| Zamalek            | w/o       | Desportivo Maputo | —        | —        |
| APR                | 2–3       | Petro Atlético    | 2–0      | 0–3      |

## Quartas-finais
| Equipe 1        | Total       | Equipe 2       | 1.º jogo | 2.º jogo |
| --------------- | ----------- | -------------- | -------- | -------- |
| Orlando Pirates | 1–1 (3–4 p) | Shooting Stars | 1–0      | 0–1      |
| Petro Atlético  | 1–2         | JS Kabylie     | 1–1      | 0–1      |
| Zamalek         | 4–2         | Meknès         | 2–0      | 2–2      |
| Sfaxien         | 6–3         | ASC Diaraf     | 5–0      | 1–3      |

## Semi-final
| Equipe 1   | Total       | Equipe 2       | 1.º jogo | 2.º jogo |
| ---------- | ----------- | -------------- | -------- | -------- |
| JS Kabylie | 1–2         | Shooting Stars | 1–1      | 0–1      |
| Sfaxien    | 1–1 (3–4 p) | Zamalek        | 1–0      | 0–1      |

## Final
| Equipe 1       | Total       | Equipe 2 | 1.º jogo | 2.º jogo |
| -------------- | ----------- | -------- | -------- | -------- |
| Shooting Stars | 3–3 (4–5 p) | Zamalek  | 2–1      | 1–2      |

## Campeão
| Liga dos Campeões da CAF 1996 campeão |
| ------------------------------------- |
| Egito                                 |
| Zamalek Quarto Titúlo                 |